# Ósmio
O ósmio é um elemento químico, símbolo Os, de número atômico 76 (76 prótons e 76 elétrons), com massa atómica 190,23 u e que está situado no grupo 8 da classificação periódica dos elementos. Trata-se de um metal de transição classificado no grupo da platina. À temperatura ambiente o ósmio encontra-se no estado sólido. Ambos ósmio ou irídio podem ser considerados os elementos mais densos. À temperatura e à pressão ambiente, a densidade calculada do ósmio é 22,61 g/cm3 e a densidade calculada do irídio é 22,65 g/cm3. No entanto, o valor medido experimentalmente (utilizando cristalografia de raios-x) para o ósmio é de 22,59 g/cm3, enquanto que a de irídio é de 22,56 g/cm3. Normalmente, o ósmio é o elemento mais denso.
É empregado em algumas ligas com a platina e irídio. Uma liga de ósmio-irídio é usada em implantes cirúrgicos. O seu óxido é usado como oxidante e catalisador em sínteses químicas, e como pós-fixador biológico pela sua capacidade de impregnação em membranas celulares, auxiliando na visualização ultra-estrutural de tecidos em um microscópio eletrônico de transmissão.
Foi descoberto em 1802 por Smithson Tennant analisando resíduos de platina.

## Características principais
O ósmio em sua forma metálica é o elemento mais denso da tabela periódica, branco azulado, frágil, sólido e brilhante, inclusive a altas temperaturas, mesmo sendo difícil encontrá-lo nesta forma. É mais fácil obter o ósmio na forma de pó, mesmo que exposto ao ar tende a formação do tetróxido de ósmio, OsO4. O tetróxido de ósmio é tóxico (perigoso para os olhos), oxidante energético e volátil com um forte odor.
O ósmio tem uma densidade muito alta, similar ao irídio. Tem o ponto de fusão mais elevado e a pressão de vapor mais baixa em relação aos outros metais do grupo da platina.
Os estados de oxidação mais comuns do ósmio são +4 e +3, entretanto os estados de oxidação de +1 a +8 são observados.
É muito resistente a corrosão e ao ataque dos ácidos, dissolvendo-se melhor por fusão.

## Aplicações
Devido à extrema toxicidade do seu óxido, o ósmio raramente é usado na forma pura, frequentemente é usado aliado com outros metais, tais como irídio e platina, em aplicações nas quais é necessária uma grande dureza e durabilidade. As ligas de ósmio são quase que inteiramente empregadas em penas de canetas do tipo tinteiro, agulhas de toca-discos, agulhas de bússolas, eixos de diversos instrumentos e em contatos elétricos.
Uma liga de platina-ósmio contendo 10% de ósmio é usado em implantes cirúrgicos como marcapassos e válvulas pulmonares artificiais.
Nas ligas de ósmio com irídio, são denominadas "osmirídio" aquelas que contem maior quantidade de ósmio e "iridiósmio" aquelas que apresentam mais irídio.
O tetróxido de ósmio tem sido usado para a detecção de impressões digitais, nos processos de tingimento (coloração) de tecidos como fixador biológico para observações microscópicas, e em outras técnicas biomédicas.
O tetróxido e o osmato de potássio são oxidantes importantes para a síntese química. O tetróxido é usado como catalisador na química orgânica.

## História
O ósmio (do grego "osme", que significa “cheiro”) foi descoberto em 1803 por AgnesSmithson Tennant em Londres (Inglaterra), juntamente com o irídio em resíduos de platina dissolvidos em água régia.

## Ocorrência
Este metal de transição é encontrado no osmirídio, uma liga natural de ósmio e irídio encontrado nas areias dos rios dos montes Urais ( Rússia ), América do Norte e América do Sul. Também é encontrado em minérios de níquel em Sudbury, região de Ontário, Canadá. Mesmo que a quantidade dos metais da platina encontrados nestes minérios é pequena, os grandes volumes de minérios de níquel processados fazem a recuperação comercial possível.
A abundância do ósmio na crosta terrestre é estimada em 10−3 ppm. Os principais depósitos de ósmio são encontrados na Rússia, Estados Unidos, Canadá, Colômbia e Japão.

## Compostos
O único composto importante do ósmio é o tetróxido de ósmio, OsO4

## Isótopos
O ósmio tem 7 isótopos naturais, dos quais 5 são estáveis: Os-187, Os-188, Os-189, Os-190, e o mais abundante Os-192. Os isótopos Os-184 e Os-186 têm meia-vida absurdamente longa e, para finalidades práticas, podem ser considerados estáveis.

## Precauções
O tetróxido de ósmio é altamente tóxico. As concentrações no ar tão baixas quanto 10−7 g/m³ podem causar congestão nos pulmões, danos a pele e olhos. Deve ser manuseado somente por pessoas qualificadas.